# Liste des phares des îles Baléares
Les phares situés sur les côtes des îles Baléares sont composées du groupe des îles Gymésies (Minorque, Majorque et Cabrera) et du groupe des îles Pityuses (Ibiza et Formentera).
Les feux de navigation en Espagne sont sous la responsabilité de l'autorité portuaire nationale, Puertos del Estado. Pour les Baléares, c'est l'Autorité portuaire des Baléares. La plupart d'entre eux sont exploités et entretenus par des autorités portuaires régionales.

## Minorque

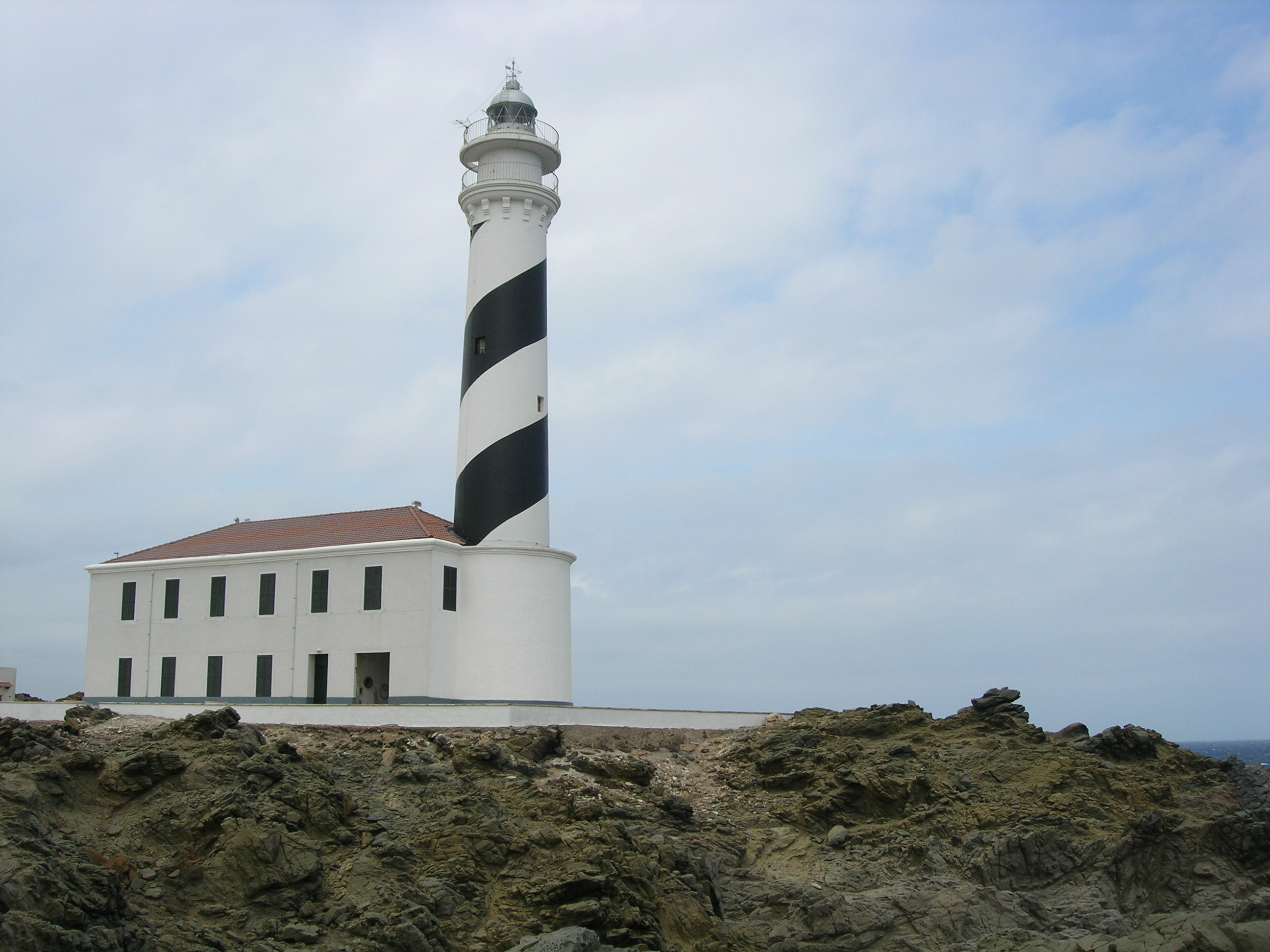
Favàritx

- Phare de Cavallería
- Phare de Favàritx
- Phare de Port Mahon
- Phare de Isla del Aire
- Phare du Cap d'Artrutx
- Phare de Ciutadella
- Phare de Punta Nati

## Majorque

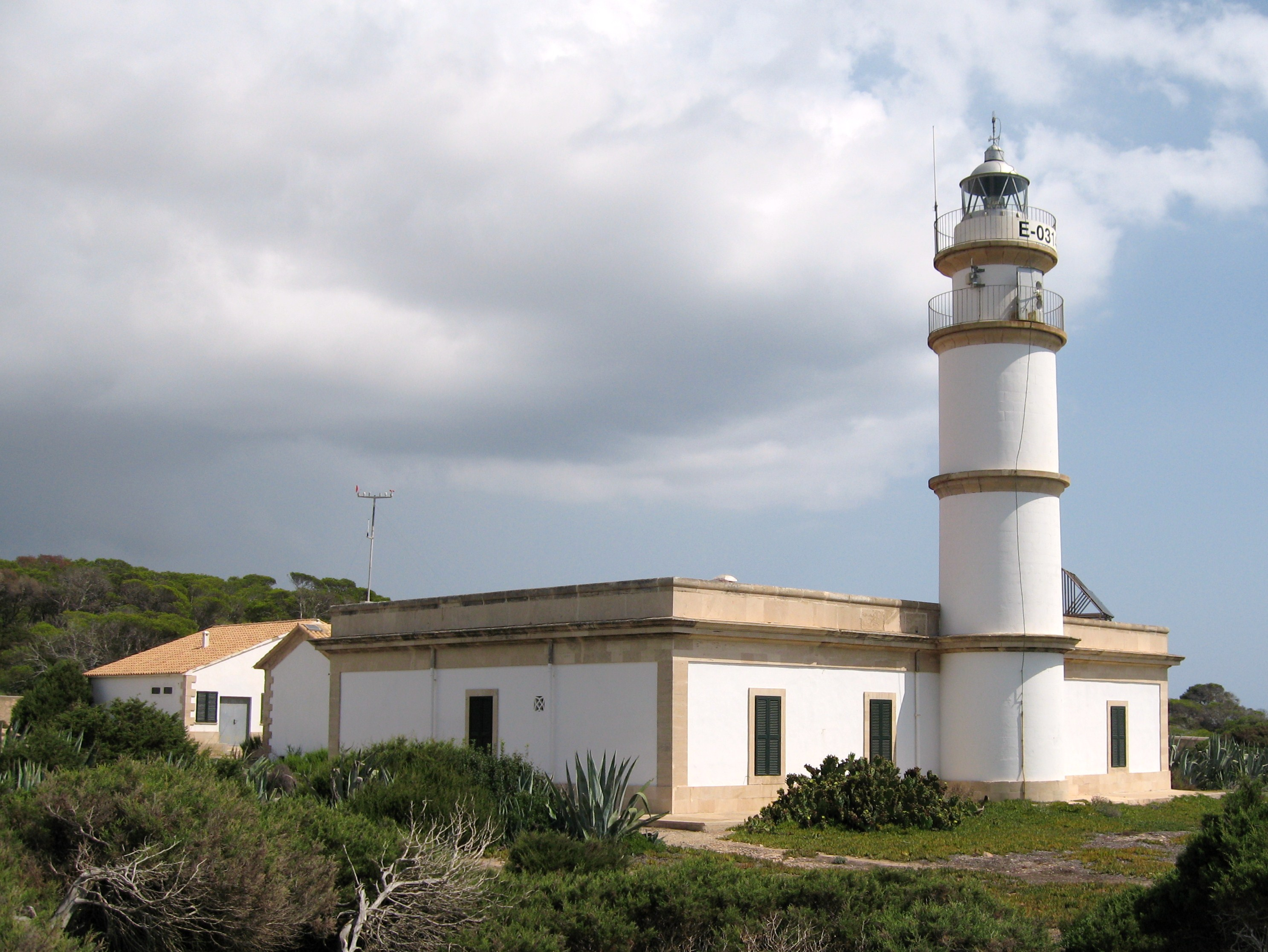
Cabo de las Salinas

- Phare de Formentor
- Phare de Punta de l'Avançada
- Phare de Alcanada
- Phare de Capdepera
- Phare de Porto Colom
- Phare de Torre d'En Beu
- Phare de Cabo de las Salinas
- Phare de Cabo Blanco
- Phare de Portopí
- Phare de Cala Figuera
- Phare de Cabo Gros
- Phare de Punta de Sa Creu
- Phare de Sa Mola

## Cabrera
- Phare de Na Foradada
- Phare de n'Ensiola

## Sa Dragonera
- Phare de Tramuntana
- Phare de Llebeig
- Phare de Na Popia (Inactif)

## Ibiza
- Phare de Punta Moscater
- Phare de Tagomago
- Phare de Botafoc
- Phare de Los Ahorcados
- Phare de Bleda Plana
- Phare de Sa Conillera
- Phare de Es Vedrà

## Formentera

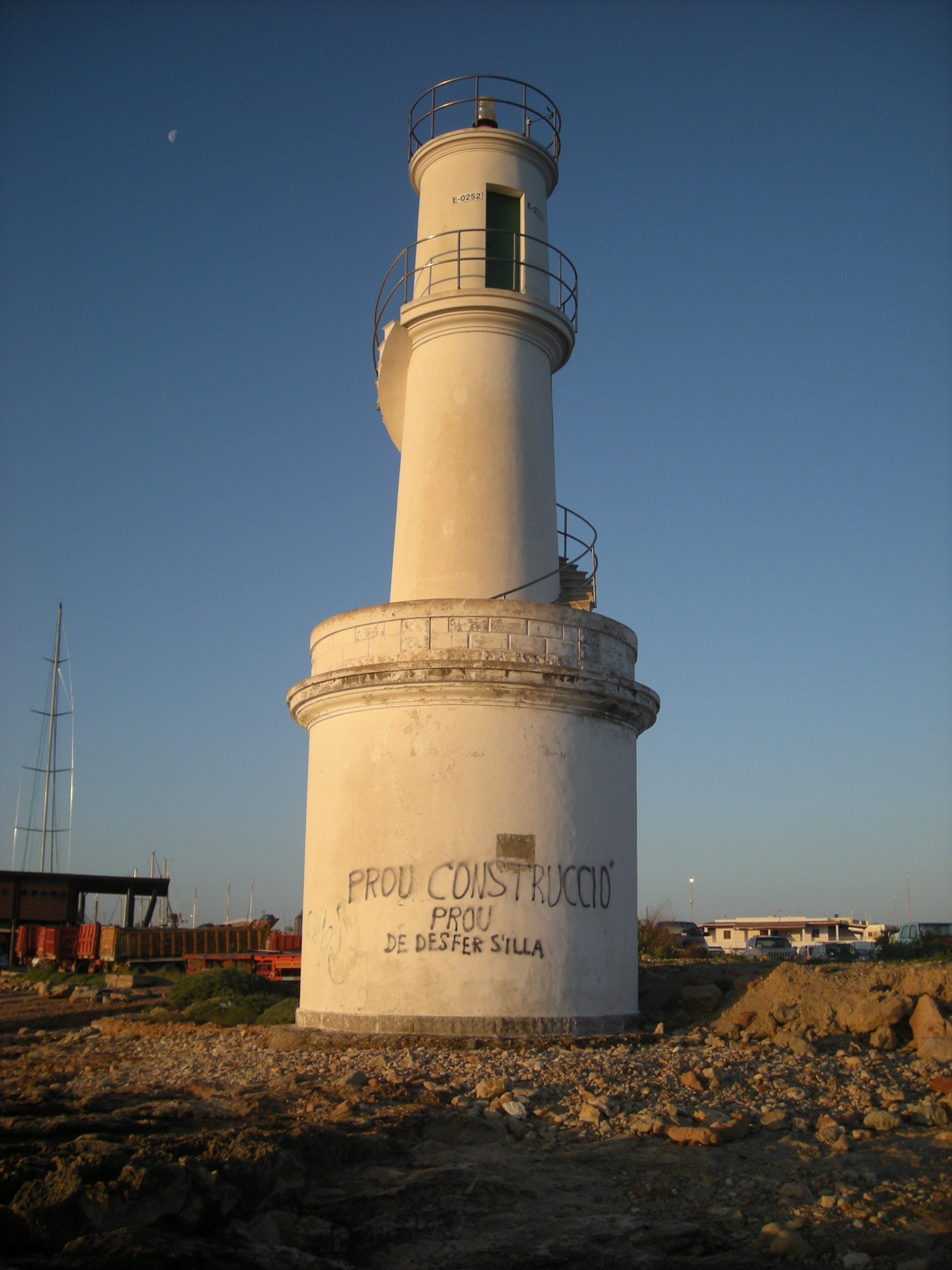
Phare de La Savina

- Phare de En Pou (S'Espalmador)
- Phare de La Mola
- Phare de Cabo de Berberia
- Phare de La Savina